# Lucifotychus agomphius
Lucifotychus agomphius är en skalbaggsart som beskrevs av Albert A. Grigarick och Schuster 1962. Lucifotychus agomphius ingår i släktet Lucifotychus och familjen kortvingar. Inga underarter finns listade i Catalogue of Life.